# Yuyang

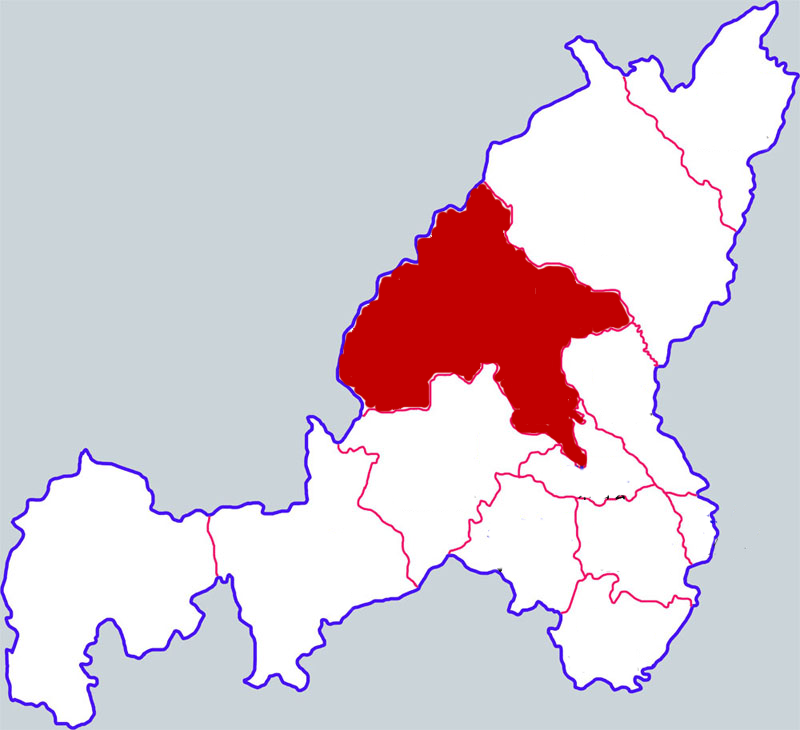
Lage des Stadtbezirks Yuyang auf dem Gebiet der bezirksfreien Stadt Yulin

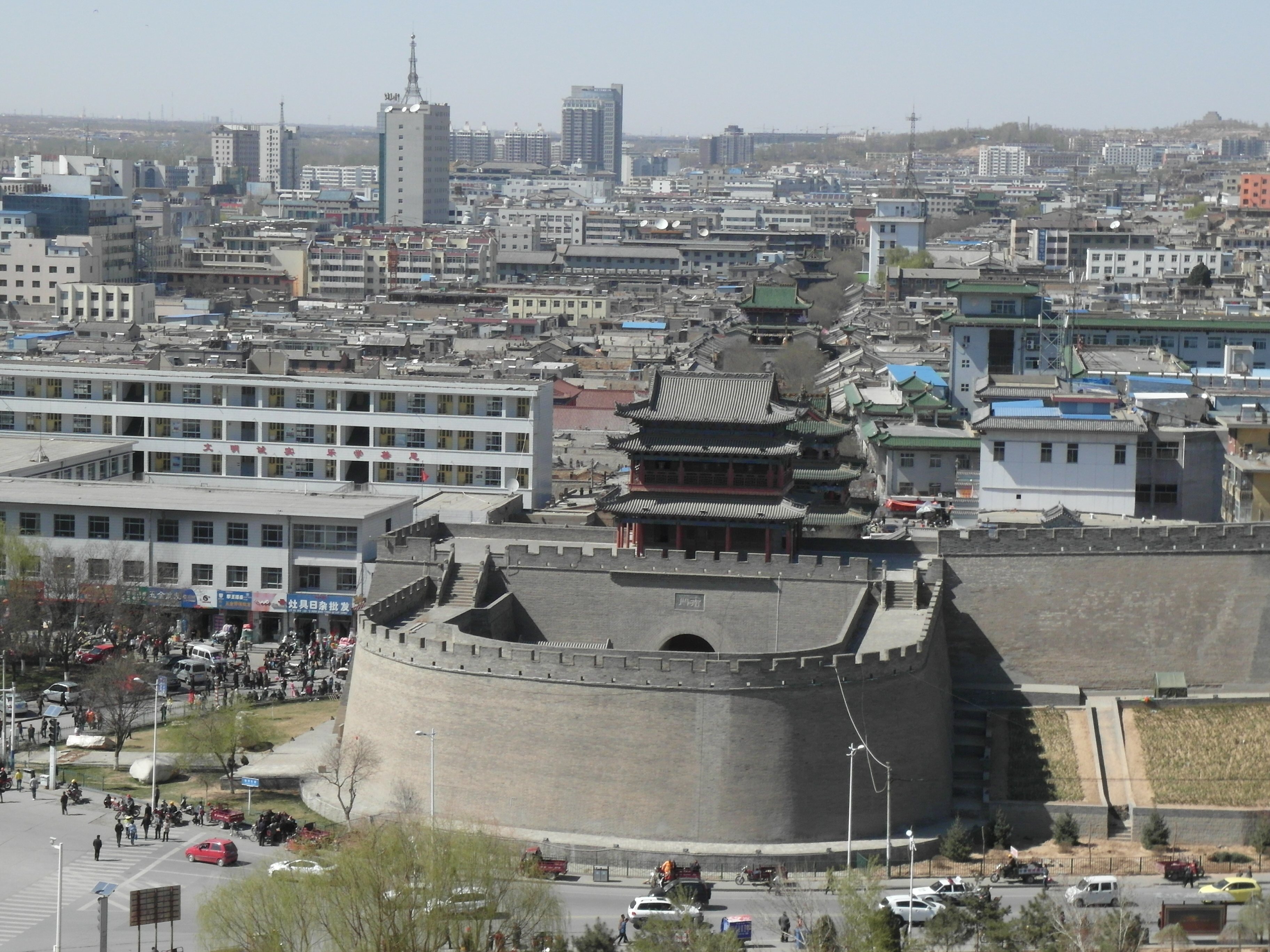
Blick über Yuyang

Der Stadtbezirk  Yuyang (榆阳区,  Yúyáng Qū) ist ein chinesischer Stadtbezirk, der zum Verwaltungsgebiet der bezirksfreien Stadt Yulin (榆林) im Norden der Provinz Shaanxi gehört. Yuyang hat eine Fläche von 6.818 km² und zählt 967.639 Einwohner (Stand: Zensus 2020). Er ist das Zentrum von Yulin, der Regierungssitz liegt im Straßenviertel Gulou 鼓楼街道 („Trommelturm-Straßenviertel“).

## Administrative Gliederung
Auf Gemeindeebene setzt sich der Stadtbezirk aus sieben Straßenvierteln, zwölf Großgemeinden und zwölf Gemeinden zusammen.